# Пейдж (окръг, Айова)
Окръг Пейдж (на английски: Page County) е окръг в щата Айова, Съединени американски щати. Площта му е 1386 km², а населението - 16 976 души (2000). Административен център е град Кларинда.